# Parc national de Crater Lake
Vous lisez un « bon article » labellisé en 2009.
Pour les articles homonymes, voir Crater.
Le parc national de Crater Lake (en anglais : Crater Lake National Park) est un parc national américain, caractérisé par la présence en son sein du Crater Lake qui, avec ses 592 m de profondeur, est le lac le plus profond du pays. Couvrant une superficie de 53 km2, le parc est situé dans une zone montagneuse et boisée du sud de l'Oregon, à la jonction des comtés de Klamath, Jackson et Douglas.
La région est soumise à une activité volcanique depuis plusieurs millions d'années, mais l'histoire géologique récente du parc est liée au mont Mazama, un ancien volcan de la chaîne des Cascades (Cascade Range), dont l'éruption a provoqué la formation du lac il y a environ 7 700 ans.
Au moment de l'éruption, les premiers Amérindiens peuplent déjà la région et y vivent de la cueillette et de la chasse. Le récit de la catastrophe naturelle se transmet au fil des générations au travers d'anciennes légendes amérindiennes. Les premiers Européens ne découvrent le lac qu'au milieu du XIXe siècle. C'est le 22 mai 1902 que la zone est finalement élevée au rang de parc national grâce aux efforts d'un homme d'affaires du nom de William Gladstone Steel. Depuis sa création, le National Park Service est chargé de la protection de ses richesses géologiques, naturelles et culturelles, qui attirent chaque année près de 400 000 visiteurs.

## Géographie

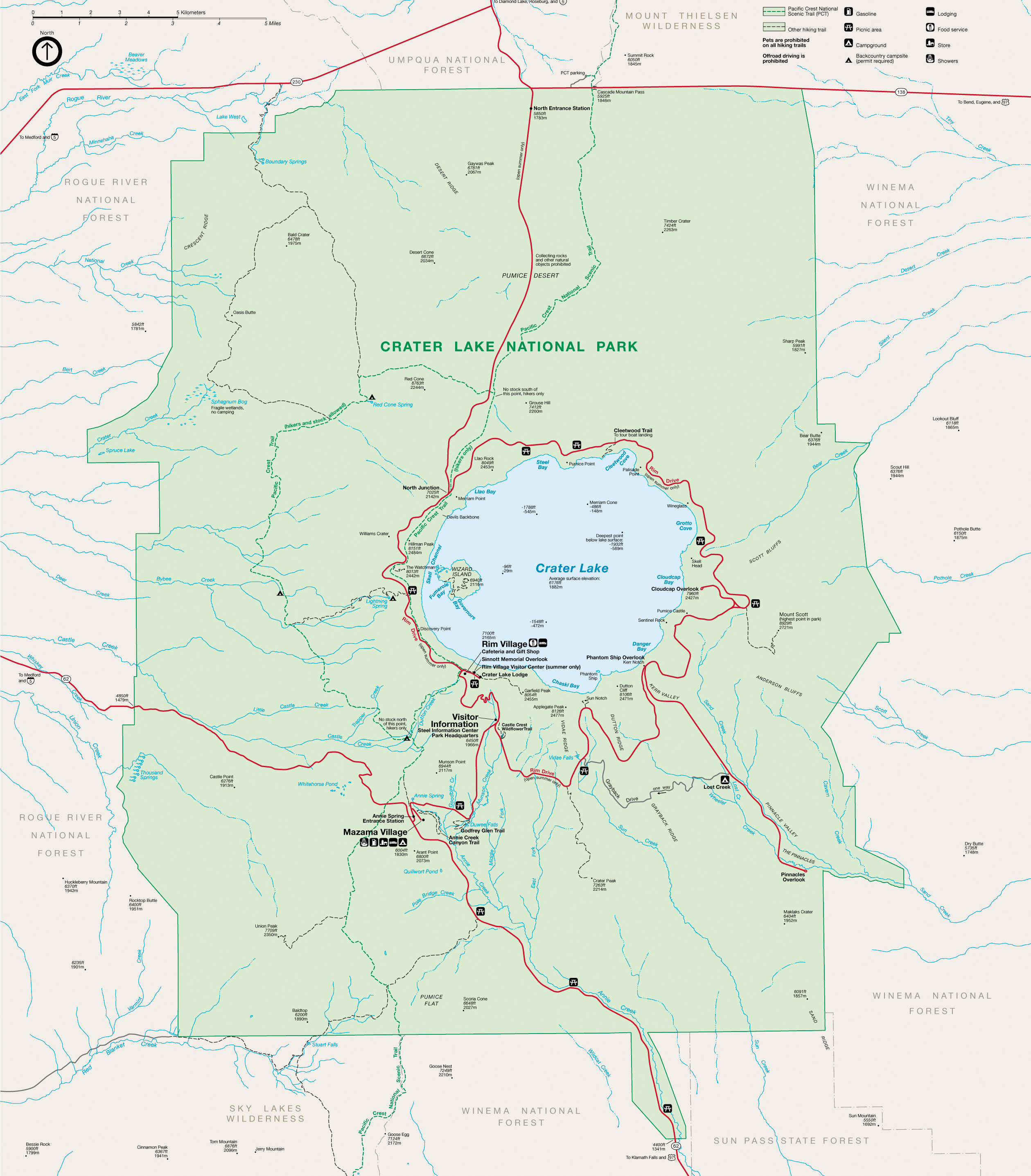
Carte du parc.

Crater Lake est l'unique parc national de l'État de l'Oregon. Il s'étend sur les territoires des comtés de Klamath, Jackson et Douglas. Le parc se trouve à moins de 150 km au sud-est de la ville d'Eugene et à moins de 100 km au nord-est de Medford. Les métropoles les plus proches sont Portland à 300 km au nord, Sacramento à 500 km au sud-ouest, San Francisco à 600 km au sud-ouest et Seattle à plus de 600 km au nord. Le parc est accessible au départ de l'Interstate 5 et est traversé par l'Oregon Route 62. D'une superficie totale de 741,5 km2,, le parc s'étend sur un peu plus de 30 km du nord au sud, alors que sa largeur approche les 25 km.

### Relief
La région du parc appartient à la partie méridionale de la chaîne des Cascades. Le mont Scott, sommet du parc, culmine à une altitude de 2 721 m. L'altitude minimale dans le parc est de 1 212 m,.
De nombreux sommets de la région sont d'anciens volcans éteints. Parmi les plus hauts sommets, se trouvent le Hilman Peak (2 484 m) et l'Applegate Peak (2 477 m).

### Climat
Appartenant à la région montagneuse de la chaîne des Cascades, et avec des altitudes maximales proches des 3 000 m, le climat dans la région du parc national est de type montagnard. Les régions situées plus à l'ouest présentent un climat méditerranéen, alors que le climat est semi-aride dans les régions plus à l'est,.

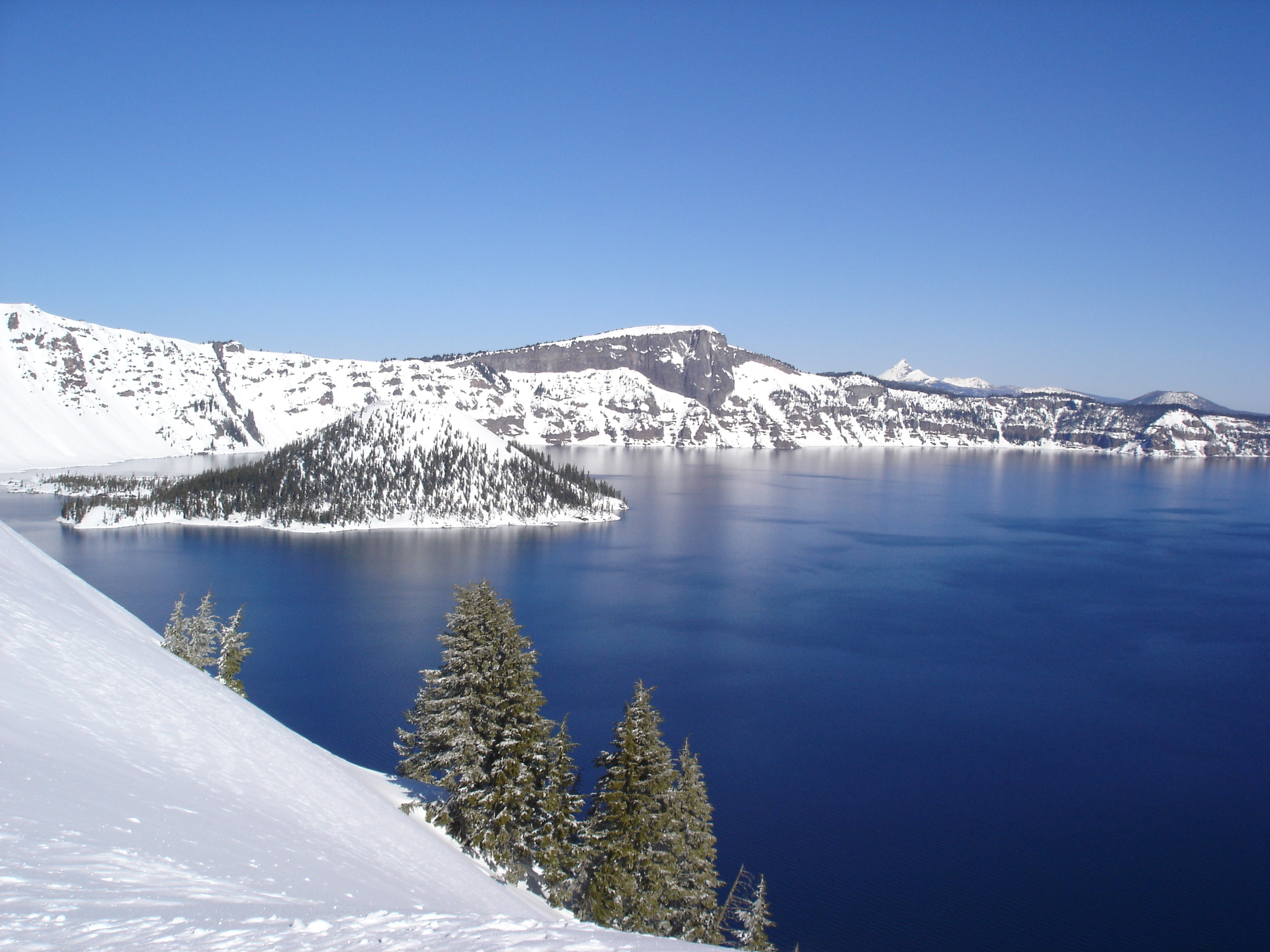
Le lac en hiver.

Les températures varient, naturellement, dans le parc en fonction de l'altitude. Les records de températures enregistrés sont de −29 °C au minimum et de 32 °C au maximum. Des gelées peuvent se produire toute l'année, bien que celles-ci soient habituellement absentes de juin à septembre.
Les précipitations sont importantes et bien supérieures à celles que connaissent les régions situées plus à l'est. L'humidité, provenant principalement de l'océan Pacifique, est stoppée au niveau de la chaîne montagneuse des Cascades, ce qui fait que la pluviométrie est très abondante dans la région. Les mois de juin à septembre sont les moins pluvieux, alors que la période d'octobre à avril est la plus arrosée.
La neige est présente dans la majeure partie du parc d'octobre à juin. Les précipitations neigeuses annuelles moyennes avoisinent les 13 m (avec un record de 22,3 m durant l'hiver 1932-1933). Les mois de juillet à septembre sont en général ensoleillés avec des températures proches de 20 °C en journée et de 5 °C la nuit,. La température du lac de cratère varie en surface tout au long de l'année entre 0 °C et 19 °C. En dessous de 80 m de profondeur, l'eau a une température proche de 4 °C toute l'année, car c'est à cette température que l'eau est la plus dense. Le lac n'a été pris entièrement par la glace qu'en 1949 et en 1985.
| Mois                                                 | Janv  | Fév   | Mars  | Avr   | Mai   | Juin  | Juil | Août  | Sept  | Oct   | Nov   | Déc   | Année        |
| ---------------------------------------------------- | ----- | ----- | ----- | ----- | ----- | ----- | ---- | ----- | ----- | ----- | ----- | ----- | ------------ |
| Record des températures maximales (°C)               | 14,0  | 19,0  | 27,0  | 21,0  | 27,0  | 31,0  | 32,0 | 32,0  | 31,0  | 27,0  | 24,0  | 18,0  | 32,0 (1981)  |
| Températures maximales moyennes (°C)                 | 1,1   | 1,7   | 2,8   | 6,1   | 10,0  | 14,4  | 20,6 | 20,6  | 17,2  | 11,1  | 3,9   | 1,1   | 9,2          |
| Températures minimales moyennes (°C)                 | -7,8  | -7,8  | -7,2  | -5,0  | -2,2  | 1,1   | 5,0  | 5,0   | 2,7   | -0,6  | -4,4  | -7,2  | -2,4         |
| Record de température minimale (°C)                  | -29,0 | -28,0 | -22,0 | -18,0 | -18,0 | -12,0 | -8,0 | -12,0 | -12,0 | -13,0 | -22,0 | -25,0 | -29,0 (1962) |
| Moyennes mensuelles de précipitations (mm)           | 271,8 | 213,4 | 203,2 | 124,5 | 86,4  | 58,4  | 20,3 | 22,9  | 53,3  | 132,1 | 246,4 | 289,6 | 1722,3       |
| Moyennes mensuelles de précipitations neigeuses (cm) | 269,2 | 223,5 | 221,0 | 114,3 | 53,3  | 10,1  | 0,0  | 0,0   | 0,3   | 7,6   | 162,5 | 236,2 | 1298,0       |

### Hydrographie

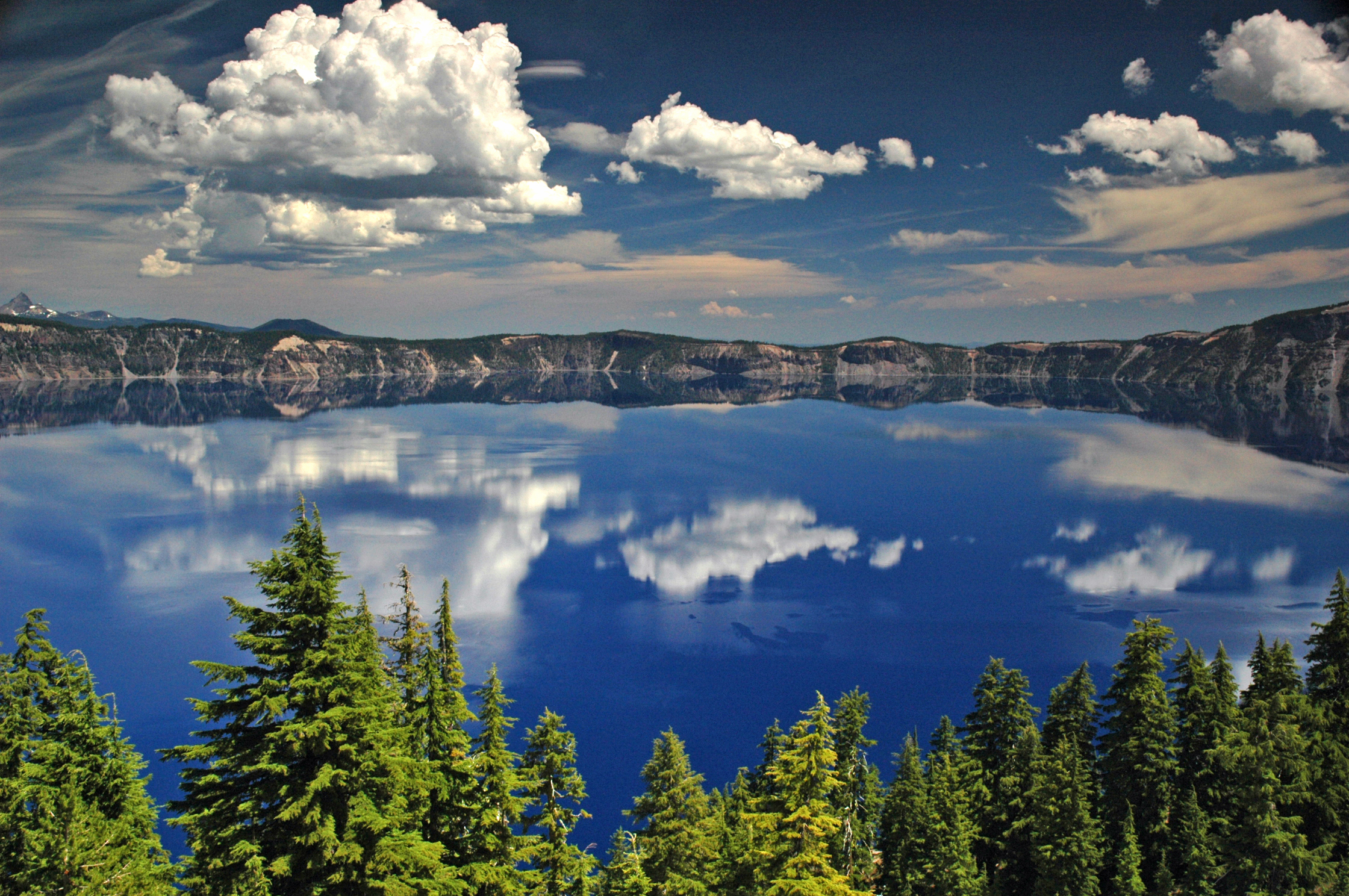
Vue sur le Crater Lake entouré de falaises.

Les petits ruisseaux présents à l'ouest du parc appartiennent au bassin hydrographique du fleuve Rogue. Ce fleuve, qui prend sa source juste au nord du parc, s'écoule à l'ouest pour finir sa course dans l'océan Pacifique. À l'est du parc, les cours d'eau appartiennent au bassin du fleuve Klamath qui s'écoule vers le sud en direction de la Californie avant de se jeter également dans l'océan Pacifique,,.
Le Crater Lake est la seule grande étendue d'eau présente dans le parc. Il est situé à une altitude de 1 881 m et couvre une superficie de 5 289 ha. Profond de 592 m, il est le septième plus profond lac du monde et le plus profond lac des États-Unis,. Il s'agit d'un lac méromictique.
Aucun cours d'eau ne se jette dans le lac et aucun cours d'eau n'en sort. Les précipitations importantes de la région sont uniquement compensées par l'évaporation et les infiltrations dans le sol. Le niveau du lac fluctue chaque année, mais la variation n'a jamais dépassé 5 m depuis les premières observations. Le diamètre du lac est généralement supérieur à 8 km et est entouré par des falaises dont les hauteurs varient entre 150 m et 600 m. L'île Wizard (« île du Sorcier »), qui culmine à près de 230 m au-dessus du niveau des eaux et qui est surmontée par un petit cratère se situe sur le lac.
Les eaux du lac sont très claires. Ceci s'explique par le fait qu'aucune rivière n'y déverse des sédiments, que les eaux ne proviennent que des précipitations et que les roches volcaniques sont très peu solubles à cet endroit. La clarté des eaux permet aux rayons lumineux d'atteindre une profondeur allant jusque 43,3 m, ce qui est exceptionnel. Grâce à la grande profondeur du lac, seules les longueurs d'onde de la lumière du domaine du bleu sont réfléchies par les eaux. Dans les zones moins profondes en bord du lac, les eaux peuvent toutefois prendre une coloration verdâtre.

## Géologie
Le Crater Lake tire son origine de l'effondrement d'un important volcan dénommé mont Mazama. Tout comme d'autres volcans de la chaîne des Cascades, le cratère constitue un maillon d'une grande chaîne de volcans connue sous le nom de ceinture de feu du Pacifique. Les volcans des Cascades sont alimentés par la chaleur transmise par la subduction des plaques tectoniques de Gorda et de Juan de Fuca sous la bien plus grande plaque nord-américaine. Située à près de 500 km au large des côtes, le centre de la plaque de Gorda s'enfonce chaque année de près de 2,5 cm sous l'Amérique du Nord,,,,.

Éruptions avec projection de cendres volcaniques et de pierres ponces.
Effondrement et formation de la Caldeira.
Explosions de vapeur.
Formation du lac actuel.

Le mont Mazama apparaît il y a un peu moins de 500 000 ans. Au fil du temps, la lave qui s'écoule autour du volcan et se solidifie agrandit de plus en plus le volcan, qui finit par atteindre une hauteur estimée à 3 660 m il y a environ 8 000 ans. Il y a 7 700 ans, le volcan entre en éruption en rejetant dans les airs une colonne de cendres volcaniques. Des cendres issues de cette éruption retombent jusqu'en Alberta, au Canada,. Des explosions au nord-est du volcan forment également des coulées pyroclastiques. La chambre magmatique commence alors à se vider en rejetant la lave qu'elle contient. Près de 50 km3 de matières sont ainsi éjectées hors du volcan, soit 75 fois plus que lors de l'éruption du mont Saint Helens en 1980. Le sommet du volcan finit par s'effondrer sous son propre poids dans la chambre magmatique vidée. Le trou laissé à la suite de l'effondrement porte le nom de caldeira. Par la suite, les précipitations importantes de la région remplissent au fil des années le gouffre pour former le lac actuel. Quelques plus petites éruptions ont encore lieu par la suite avec, par exemple, la formation de l'île Wizard, à l'intérieur du lac. La zone ne connaît plus de réelle activité volcanique depuis près de 5 000 ans. Toutefois, les géologues pensent que de nouvelles éruptions pourraient encore apparaître au niveau du lac. En cas d'éruption, le danger principal serait la rupture du barrage naturel constitué par les falaises entourant le lac, ce qui aurait pour conséquence la vidange brutale des eaux et qui créerait une sorte de raz de marée. La zone du volcan est de fait surveillée par le service de géologie américain (USGS),.

## Milieu naturel
Le parc accueille près de 700 espèces de plantes et plus de 200 espèces animales. Les chercheurs ont recensé 157 espèces de phytoplancton et douze espèces de zooplancton dans le lac. La région du parc est très boisée et il existe de nombreuses forêts nationales américaines à proximité, comme la forêt nationale de Fremont et de Winema au sud-est, d'Umpqua au nord-ouest, de Rogue River-Siskiyou au sud, de Deschutes et Willamette au nord.
Le sol du Pumice Desert, désert volcanique fait de pierre ponce et de cendre, situé au nord du parc, n'offre que peu de nutriments aux plantes. Pourtant des pins tordus ont réussi à s'implanter par endroits.

Au sud-ouest du parc, « The Pinnacles » sont une formation d'impressionnants pics rocheux pouvant atteindre 90 mètres de hauteur.

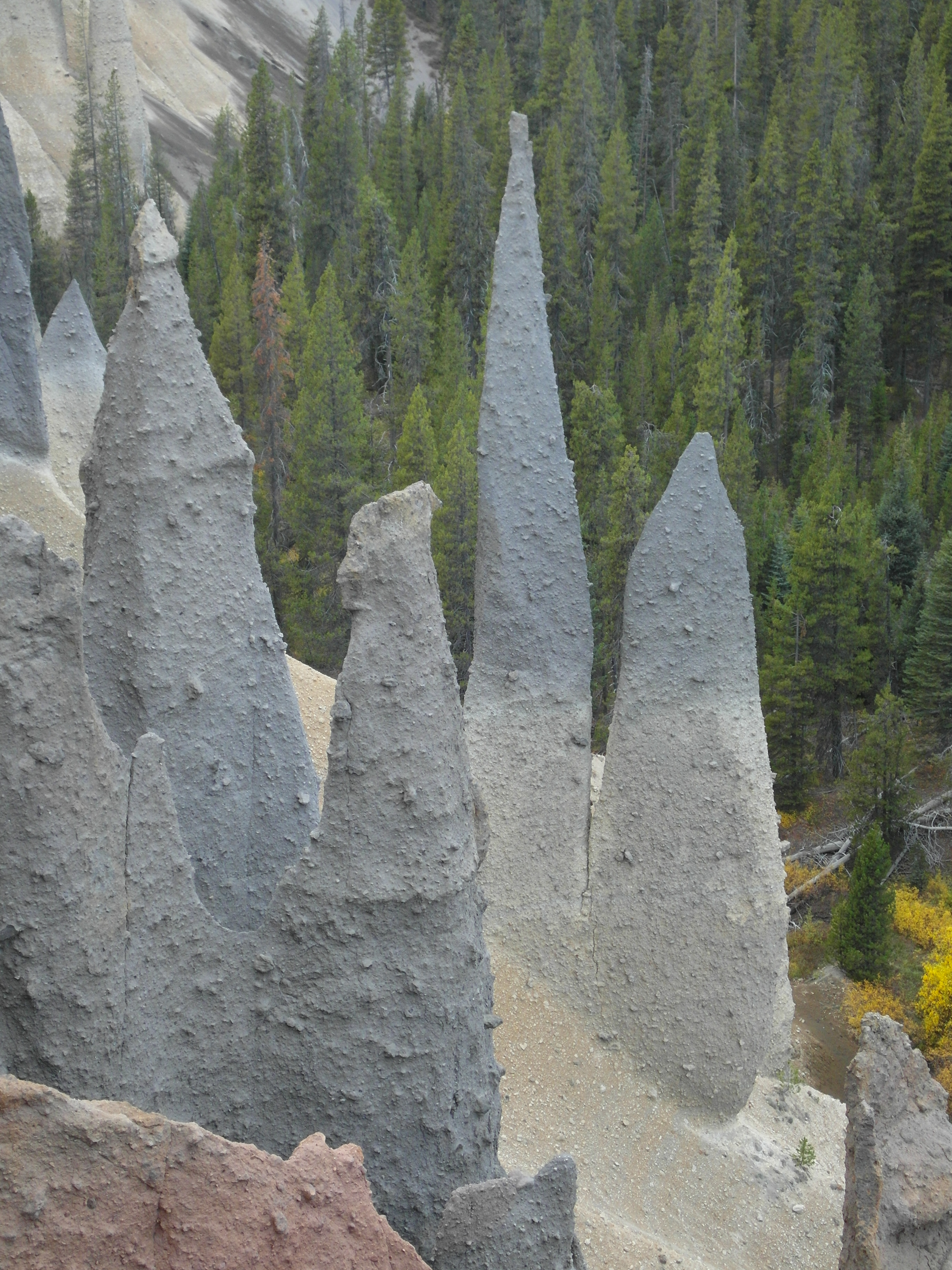
The Pinnacles
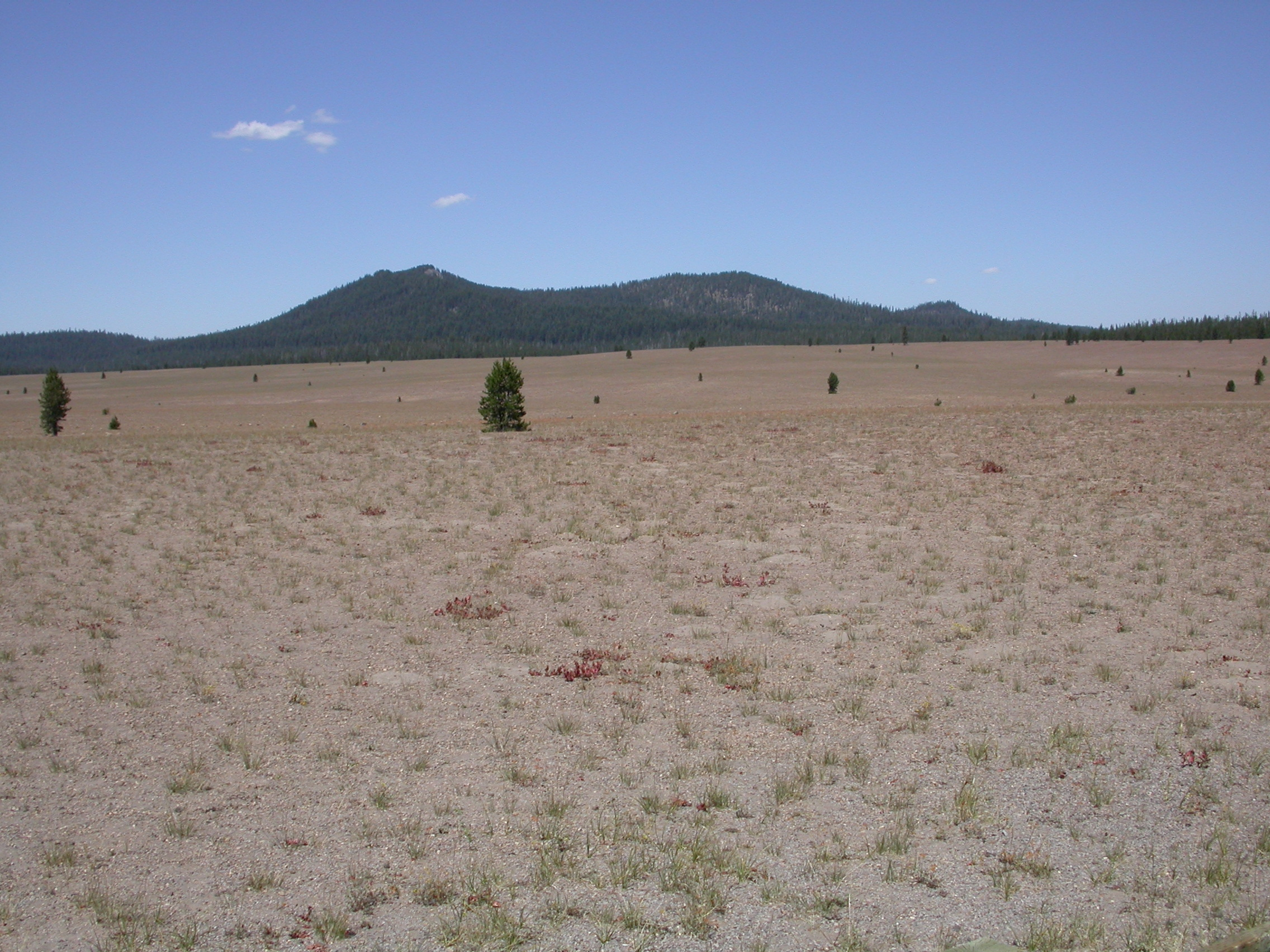
Pumice desert
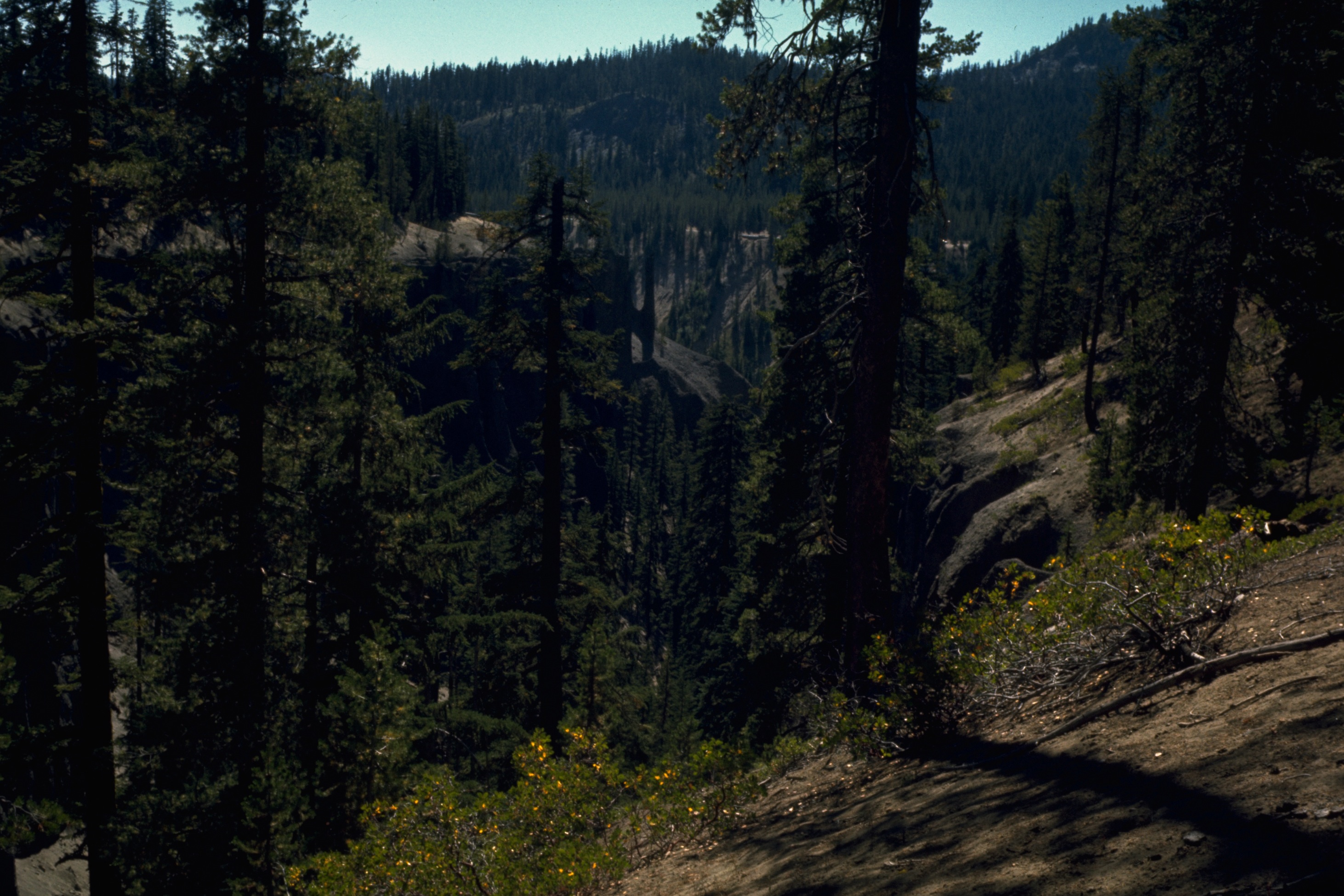
Forêt

### Flore

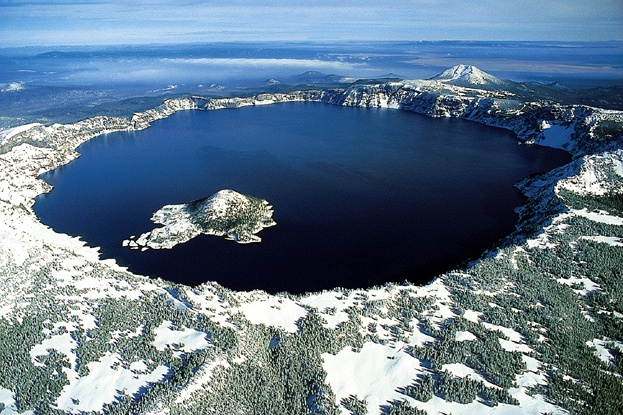
Le parc est entouré de zones boisées.

Le parc national est établi avant que l'exploitation forestière n'atteigne la région, ce qui signifie que la zone est recouverte par une forêt primaire. Les conditions climatiques rudes et la pauvreté des sols volcaniques ne permettent pas aux arbres d'atteindre des tailles importantes. Ainsi, peu d'arbres dépassent une hauteur de 46 mètres ou un diamètre de tronc de 1,2 mètre.
Les forêts sont essentiellement composées de conifères. Le parc abrite quatre types de forêts. Entre 1 400 et 1 500 m, l'arbre dominant est le Pin ponderosa (Pinus ponderosa) qui est mélangé avec le Pin à sucre (Pinus lambertiana), le Calocèdre (Calocedrus decurrens) et le Sapin du Colorado (Abies concolor). Entre 1 500 et 1 800 mètres se trouve principalement le Pin tordu (Pinus contorta) mais aussi le Pin argenté (Pinus monticola) et le Sapin subalpin (Abies lasiocarpa). Entre 1 800 et 2 300 m, se trouve la Pruche subalpine (Tsuga mertensiana) mais aussi le Sapin rouge (Abies magnifica shastensis) ou encore le Sapin subalpin. De 2 300 jusqu'au sommet du parc (2 721 m), se trouve sous forme disséminée le Pin à écorce blanche (Pinus albicaulis).
Le parc abrite également quelques autres arbres comme l’Épicéa d'Engelmann (Picea engelmannii) et l’Aulne blanc (Alnus incana) le long des ruisseaux. Le Sapin de Douglas (Pseudotsuga menziesii) est présent à l’ouest du parc. Le Saule du Pacifique (Salix lasiandra abramsii) est présent à proximité des zones humides. Le Peuplier faux-tremble (Populus tremuloides) et le Peuplier de l'Ouest (Populus trichocarpa) sont présents au sud du parc, tandis que le Chêne de Garry (Quercus garryana) apprécie les zones dégagées et sèches.

### Faune
Le parc abrite plus de cinquante espèces de mammifères. Parmi ceux-ci, se trouvent des insectivores comme la Musaraigne errante (Sorex vagrans), la Musaraigne palustre (Sorex palustris) et la Taupe naine (Neurotrichus gibbsii). Les chauves-souris sont représentées par la Petite chauve-souris brune (Myotis lucifugus) et la Grande chauve-souris brune (Eptesicus fuscus). Les carnivores sont représentés par l’Ours noir (Ursus americanus), la Belette à longue queue (Mustela frenata), le Coyote (Canis latrans) et le Renard roux (Vulpes vulpes). Les grands herbivores sont, eux, représentés par le Wapiti de Roosevelt (Cervus canadensis roosevelti), le Cerf hémione (Odocoileus hemionus) et le Cerf à queue noire de Colombie (Odocoileus hemionus columbianus). Les petits mammifères sont les plus nombreux avec, par exemple, la Marmotte à ventre jaune (Marmota flaviventris), le Tamia amène (Tamias amoenus), le Grand polatouche (Glaucomys sabrinus) et le Lièvre d'Amérique (Lepus americanus).

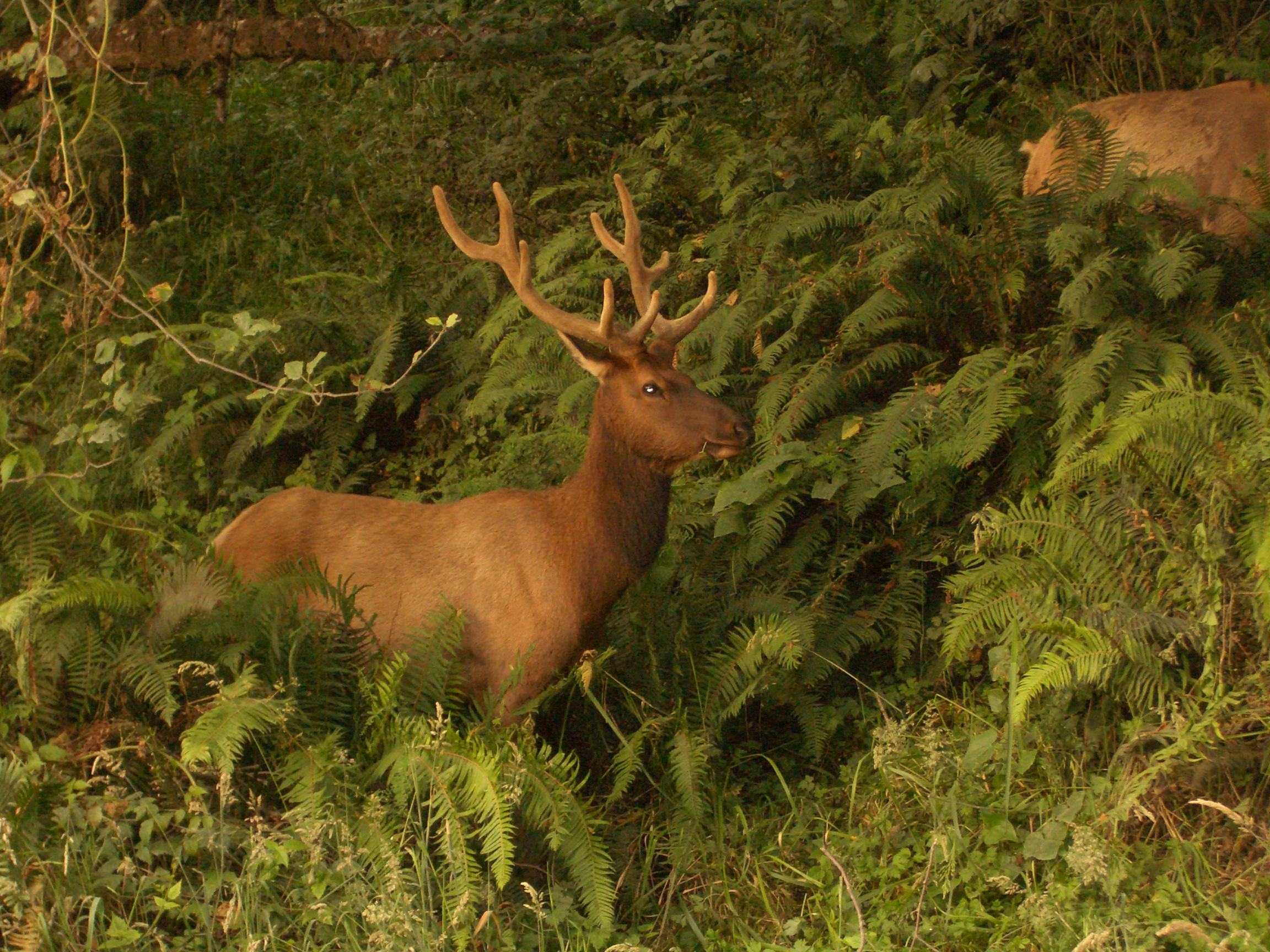
Wapiti de Roosevelt.
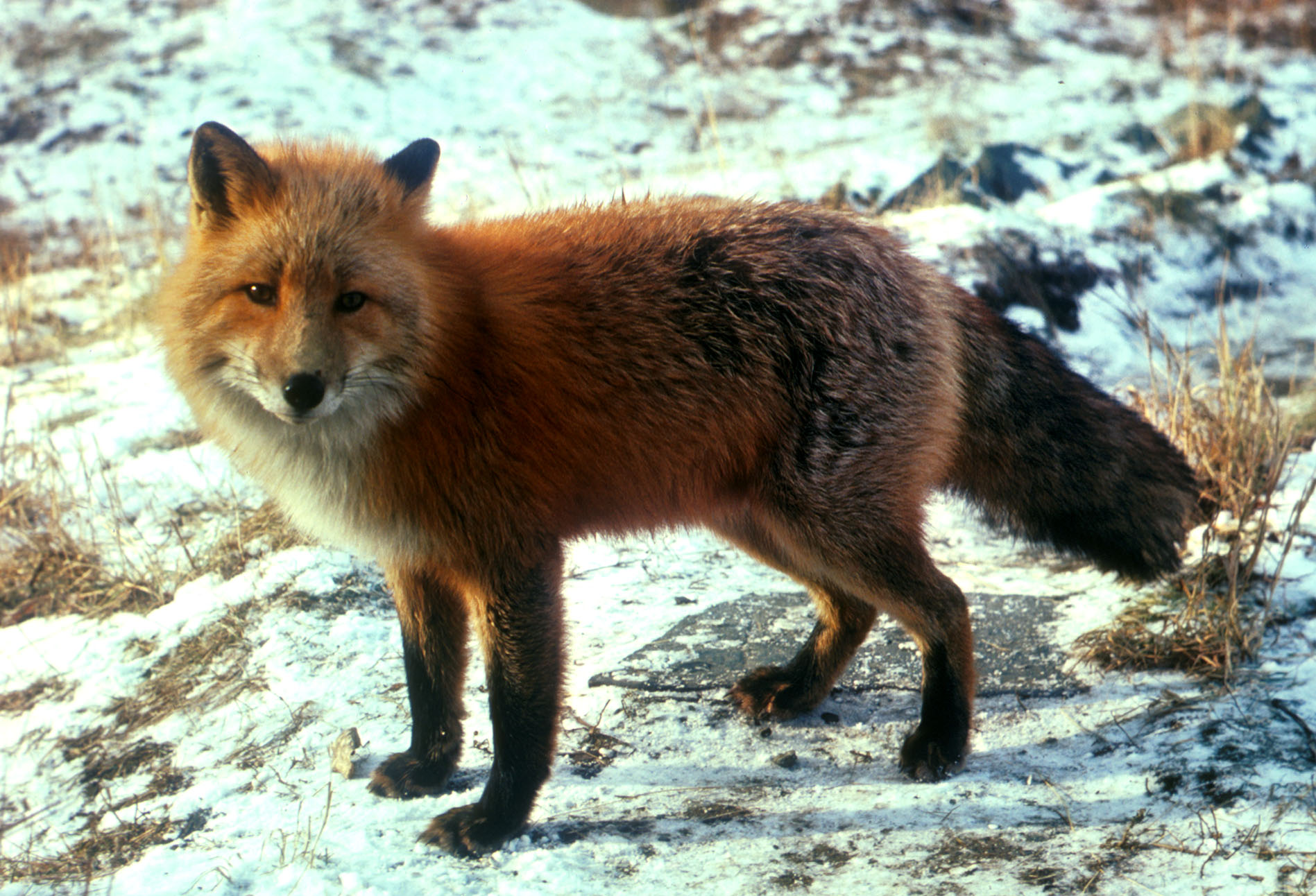
Renard roux.
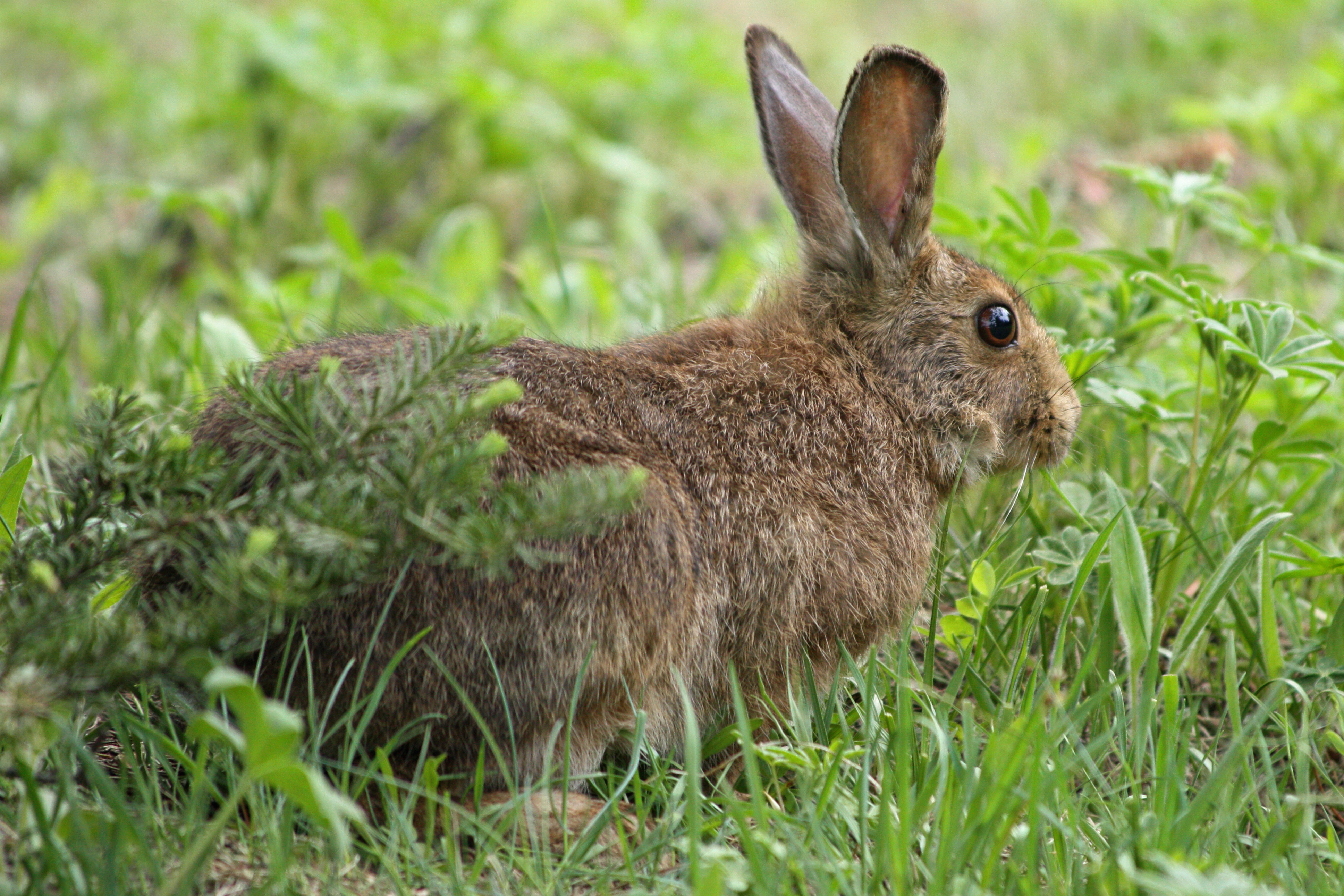
Lièvre d'Amérique.

Près de 150 espèces d'oiseaux ont été observées dans le parc, mais certaines y sont très rares. De nombreux oiseaux migrateurs ne restent dans le parc que durant la période chaude de l'année. Parmi les oiseaux courants, se trouvent le Harle bièvre (Mergus merganser), la Buse à queue rousse (Buteo jamaicensis), le Crécerelle d'Amérique (Falco sparverius), le Tétras fuligineux (Dendragapus fuliginosus), le Goéland de Californie (Larus californicus), le Grand-duc d'Amérique (Bubo virginianus), l’Engoulevent d'Amérique (Chordeiles minor), le Martinet de Vaux (Chaetura vauxi), le Colibri roux (Selasphorus rufus), le Pic chevelu (Picoides villosus), le Moucherolle à côtés olive (Contopus cooperi), le Mésangeai du Canada (Perisoreus canadensis), le Cassenoix d'Amérique (Nucifraga columbiana), la Mésange de Gambel (Poecile gambeli), la Sittelle à poitrine rousse (Sitta canadensis), la Grive à dos olive (Catharus ustulatus), le Merlebleu de l'Ouest (Sialia mexicana), le Paruline à croupion jaune (Dendroica coronata), le Tarin des pins (Carduelis pinus), le Junco ardoisé (Junco hyemalis) et le Grimpereau brun (Certhia americana).

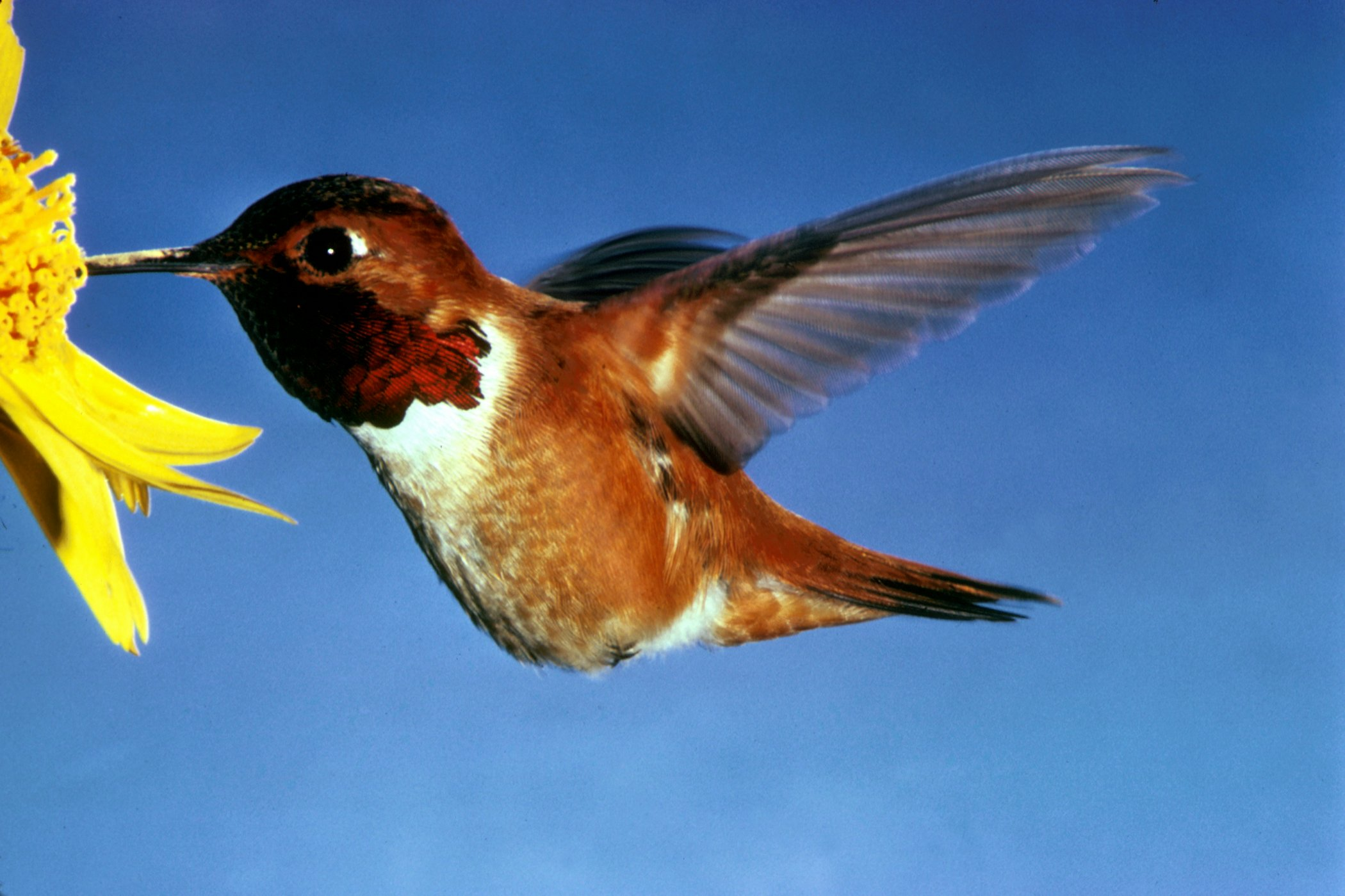
Colibri roux.
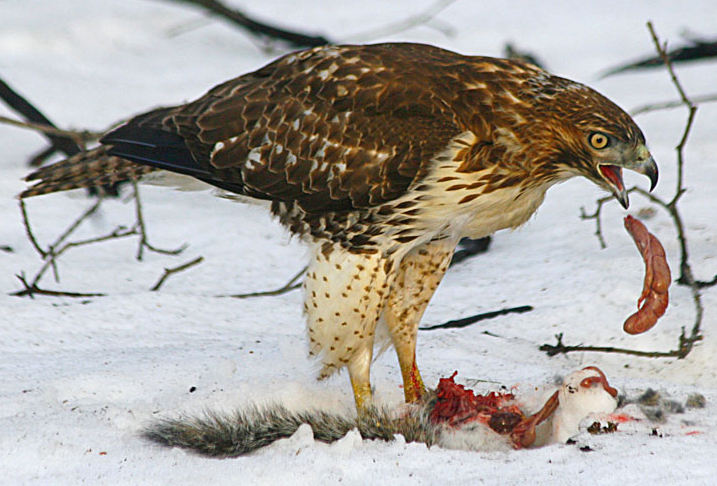
Buse à queue rousse.
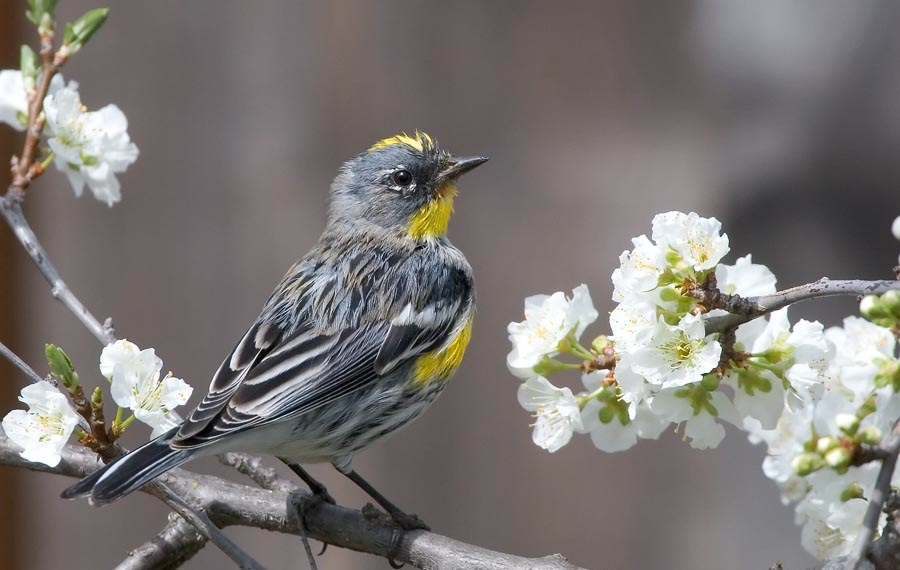
Paruline d'Audubon.

Les chercheurs du National Park Service pensent qu'il n'y avait aucun poisson dans le lac du cratère avant les premières introductions en 1888. Entre 1888 et 1942, plus de 1,8 million de poissons ont été introduits dans le lac. Sur les six espèces de poisson originellement introduites dans le lac, il ne reste que le Saumon rouge (Oncorhynchus nerka) et la Truite arc-en-ciel (Oncorhynchus mykiss). Ces poissons se nourrissent de zooplancton et d'insectes. Dans les cours d'eau du parc, se trouvent également l'Omble de fontaine (Salvelinus fontinalis), la Truite fario (Salmo trutta) et l'Omble à tête plate (Salvelinus confluentus).
Le parc accueille dans les zones humides huit espèces d'amphibiens : la Salamandre foncée (Ambystoma gracile) au nord-ouest du parc, la Salamandre à longs doigts (Ambystoma macrodactylum), le Triton rugueux (Taricha granulosa), l'Ensatine de l'Oregon (Ensatina eschscholtzii oregonensis), la Grenouille-à-queue côtière (Ascaphus truei), le Crapaud boréal (Anaxyrus boreas boreas), la Rainette du Pacifique (Pseudacris regilla) et la Grenouille des Cascades (Rana cascadae).

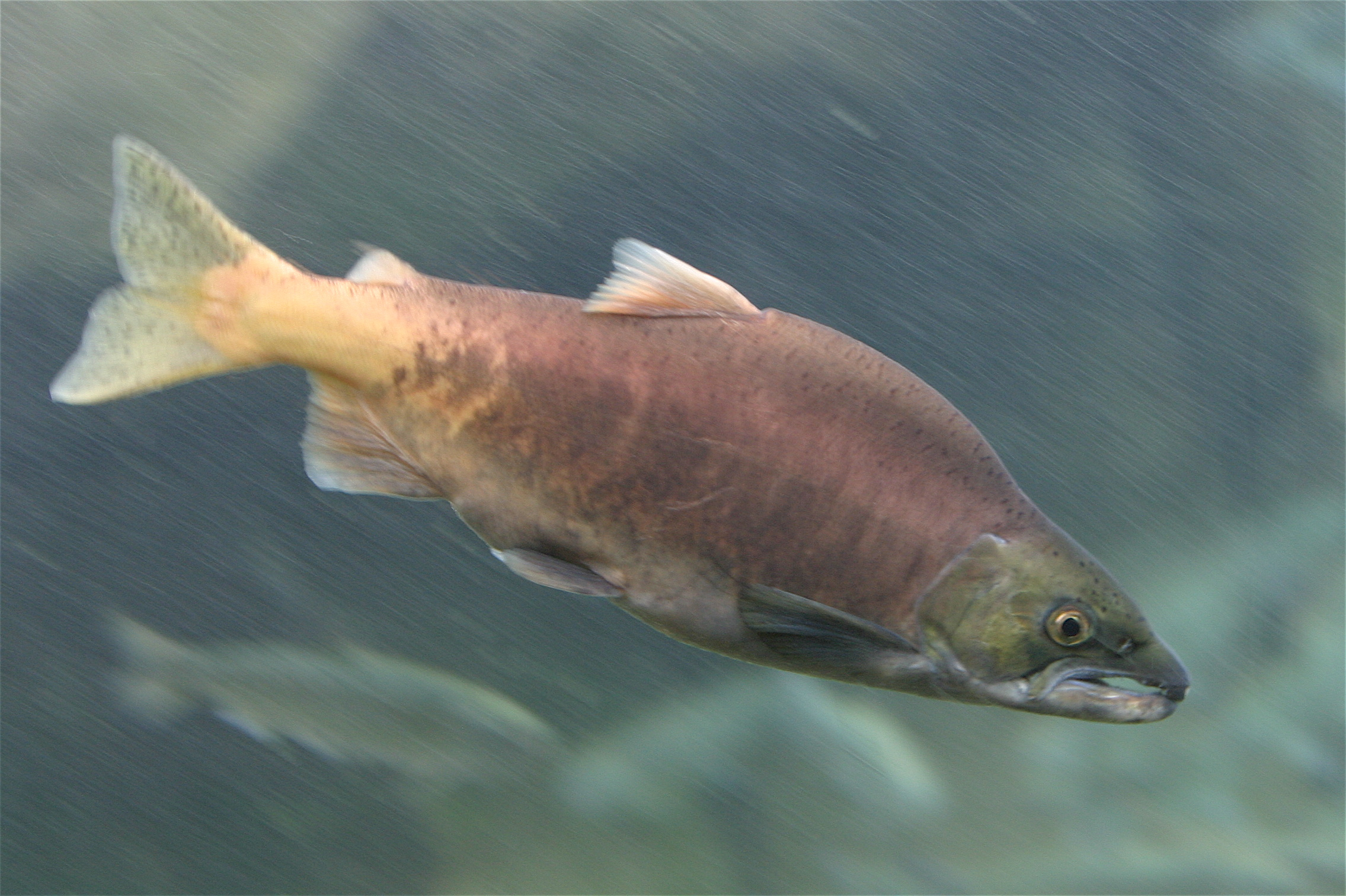
Saumon rouge.
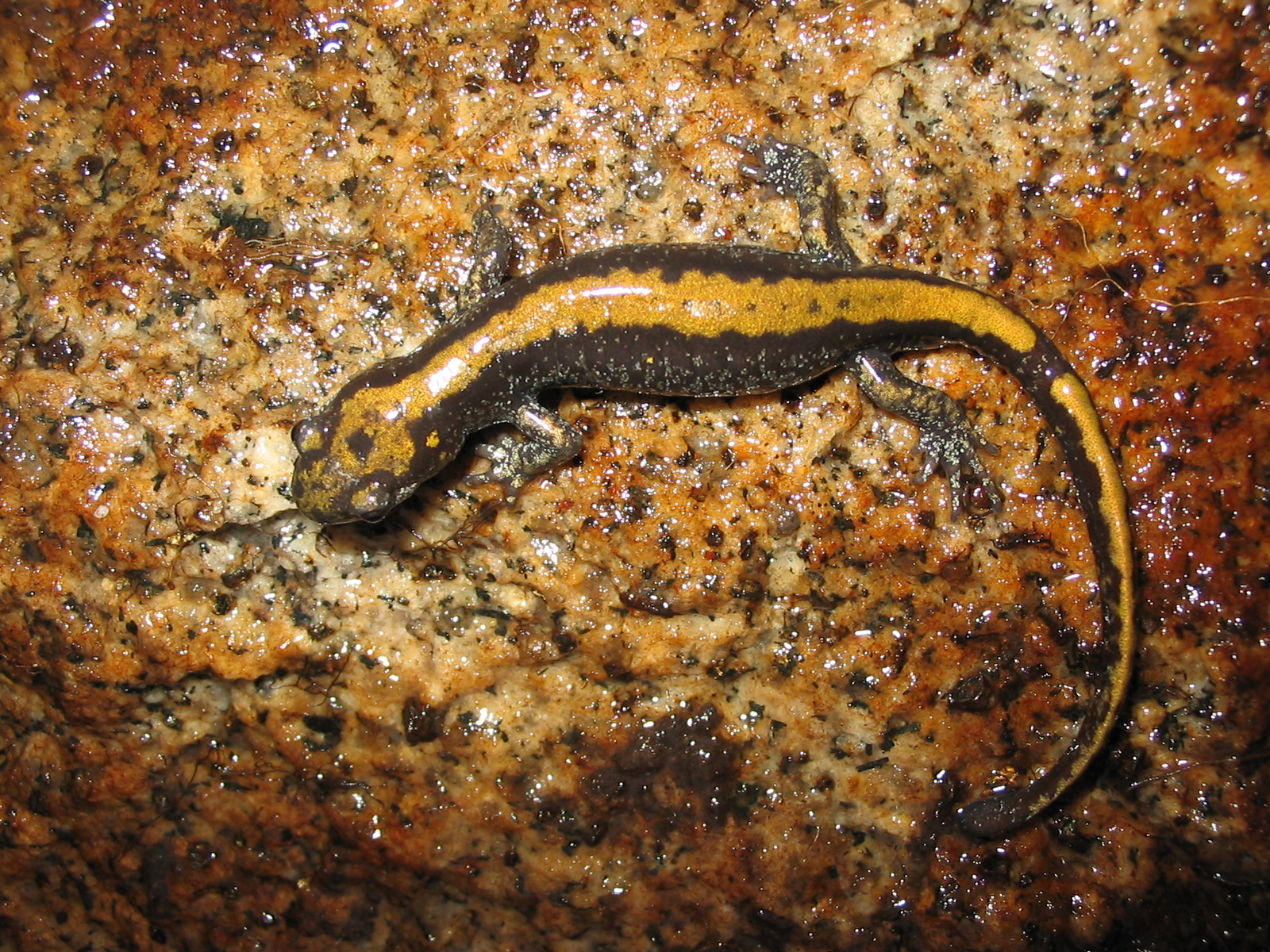
Salamandre à longs doigts.
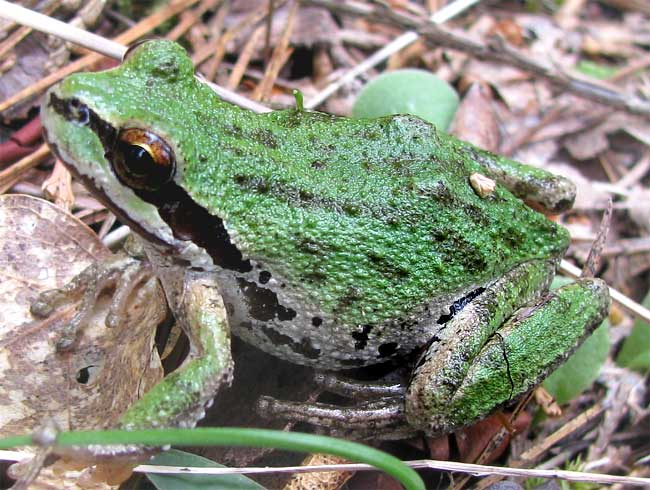
Rainette du Pacifique.

Les quatre espèces de reptiles vivants dans le parc sont le Lézard de sagebrush (Sceloporus graciosus graciosus), l'Iguane à petites cornes (Phrynosoma douglassii douglassii), le Lézard-alligator boréal (Gerrhonotus coeruleus) et la Couleuvre rayée (Thamnophis sirtalis fitchi), le seul serpent du parc.

## Histoire
L'éruption et l'effondrement du mont Mazama, qui est à l'origine de la formation du lac, a lieu il y a environ 7 700 ans. Les archéologues découvrent des sandales et divers objets dans les cendres issues de l'éruption, ce qui prouve que la zone est déjà fréquentée par des Amérindiens.
Une ancienne légende de la tribu Klamath, descendante des tribus originelles, raconte le combat entre deux grands chefs, Llao du monde d'en bas et Skell du monde d'en haut. Selon la légende, Llao tombe éperdument amoureux de la fille du chef de la tribu et lui offre la vie éternelle sous réserves qu'elle vienne vivre avec lui dans sa demeure. La fille refuse et Llao se met en colère, projetant du feu sur la tribu du sommet de sa demeure. Skell prend pitié des Hommes et les défend en se battant contre Llao. Ce dernier est vaincu et sa demeure s'effondre sur lui en laissant derrière un énorme trou qui forme un lac à la suite de fortes pluies,,.
Les ethnologues estiment que la population amérindienne de la région était comprise entre 600 et 2 000 personnes au moment de l'arrivée des premiers Européens et avant qu'ils ne soient tués ou mis dans des réserves. En 1853, le lac est redécouvert par John Wesley Hillman, un chercheur d'or qui devient ainsi le premier Homme d'origine européenne à l'apercevoir. Ce dernier déclare en parlant du lac qu'il s'agit du lac le plus bleu qu'il ait jamais vu et il le nomme Deep Blue Lake (« lac bleu profond »). Il sera, par la suite, renommé en 1869 par un journaliste en tant que Crater Lake. En 1886, le capitaine Clarence Dutton et les membres de l'expédition du service national de géologie qu'il dirige sondent le lac en y jetant une corde en 168 points pour déterminer sa profondeur. Ils mesurent une profondeur maximale de 608 m, soit avec une erreur de seulement 16 m par rapport à la valeur officielle mesurée en 1958 grâce à un sonar,.
William Gladstone Steel, un homme d'affaires dans le domaine des voies ferrées et de l'édition, participe également à l'expédition. Il dévoue ensuite sa vie et sa fortune pour la promotion de la région en tant que parc national. Dès la fin de l'expédition, il réalise une pétition qui lui permet de lancer la première demande au niveau du gouvernement américain. Il publie en 1890 un livre intitulé The mountains of Oregon pour mettre en avant la région. Ce livre est offert à différents membres du Congrès américain pour qu'ils acceptent la promulgation du parc face au lobbying des exploitants forestiers et miniers. Il désire également protéger la forêt et la végétation face aux dégâts occasionnés par des élevages de moutons. La région est finalement déclarée parc national le 22 mai 1902 par le Président Theodore Roosevelt. En vue de faciliter l'accès des visiteurs, le Crater Lake Lodge est construit en 1915 et la route encerclant le cratère dénommée Rim Drive en 1918,,.

## Gestion et administration

Logo du National Park Service.

Le parc national est géré par le National Park Service, qui dépend du Département de l'Intérieur américain. Ce service national dispose d'un budget annuel total de 2,361 milliards de dollars (2005) et doit gérer au niveau national plusieurs zones protégées dont la superficie totale avoisine les 340 000 km2.
En 2002, le budget du parc était proche de quatre millions de dollars. Ce budget sert essentiellement à payer le personnel présent dans le parc et à rénover ou améliorer des routes ou certains bâtiments. Le personnel s'occupe d'accueillir et d'informer les visiteurs du parc. Il lutte également contre la prolifération d'espèces invasives et suit de très près l'évolution des populations d'espèces menacées. Les infrastructures et les bâtiments historiques sont entretenus et restaurés.
Le rôle du National Park Service est de préserver et de protéger les ressources naturelles et culturelles. Le Congrès américain lui conféra le titre d'agence fédérale lors de la ratification du National Park Service Organic Act le 25 août 1916. Selon cette loi, la mission du service est de promouvoir et de réguler l'utilisation des parcs nationaux en protégeant les paysages, la vie sauvage et les sites historiques en vue de les laisser intacts pour les générations futures. La chasse, l'exploitation minière et forestière ainsi que la collecte de ressources naturelles et culturelles sont illégales à l'intérieur du parc. La prospection et l'exploitation de pétrole ou de gaz sont également interdites.

## Tourisme
Le parc, connu pour son lac de cratère, attire près de 400 000 touristes chaque année, ce qui est comparable au proche parc national de Redwood. Accessible uniquement par la route, il est ouvert tout au long de l'année, mais certaines infrastructures et certaines zones sont fermées de l'automne au printemps.

### Infrastructures

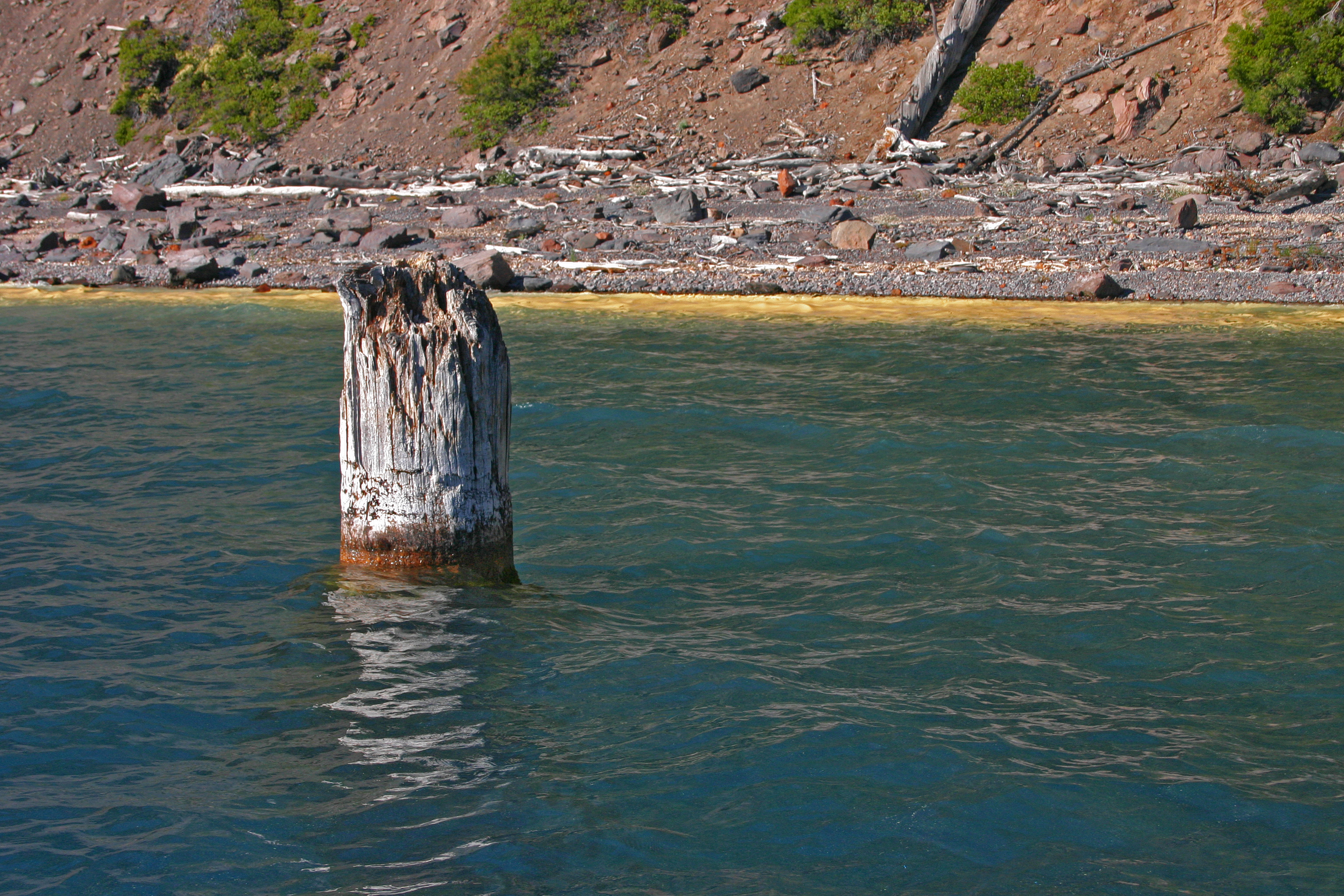
Old Man of the Lake flottant sur le lac.

Le parc est traversé dans sa partie occidentale par une route à deux voies (Oregon State Route 62), ce qui facilite son accès. La route Rim Drive fait le tour du lac et offre plusieurs points de vue sur le cratère. Des campements et de nombreuses zones de pique-nique sont disponibles dans le parc tandis que le Crater Lake Lodge offre le lit et le couvert.
Le parc dispose d'environ 250 km de sentiers, qui permettent, par exemple, d'admirer le lac à partir du sommet du mont Scott.
Des activités telles que la randonnée pédestre, la pêche, la baignade ou des excursions en bateau peuvent être pratiquées dans le parc. Le parc dispose d'environ 145 km de sentiers de randonnées et 127 km de routes. Le Old Man of the Lake est un bois flotté qui se déplace à la surface du lac depuis au moins 1896.

### Environs
Le parc est assez esseulé par rapport aux autres parcs nationaux. Le parc national de Redwood, connu pour ses énormes Séquoias à feuilles d'if (Sequoia sempervirens), est situé en Californie à près de 200 kilomètres au sud-ouest. Le parc national volcanique de Lassen est situé à environ 350 kilomètres au sud. Crater Lake est en réalité à mi-chemin entre les villes importantes de Seattle et de San Francisco. Dans le voisinage du parc, la nature est toutefois encore mise en avant grâce à la présence de plusieurs forêts nationales.

### Culture populaire

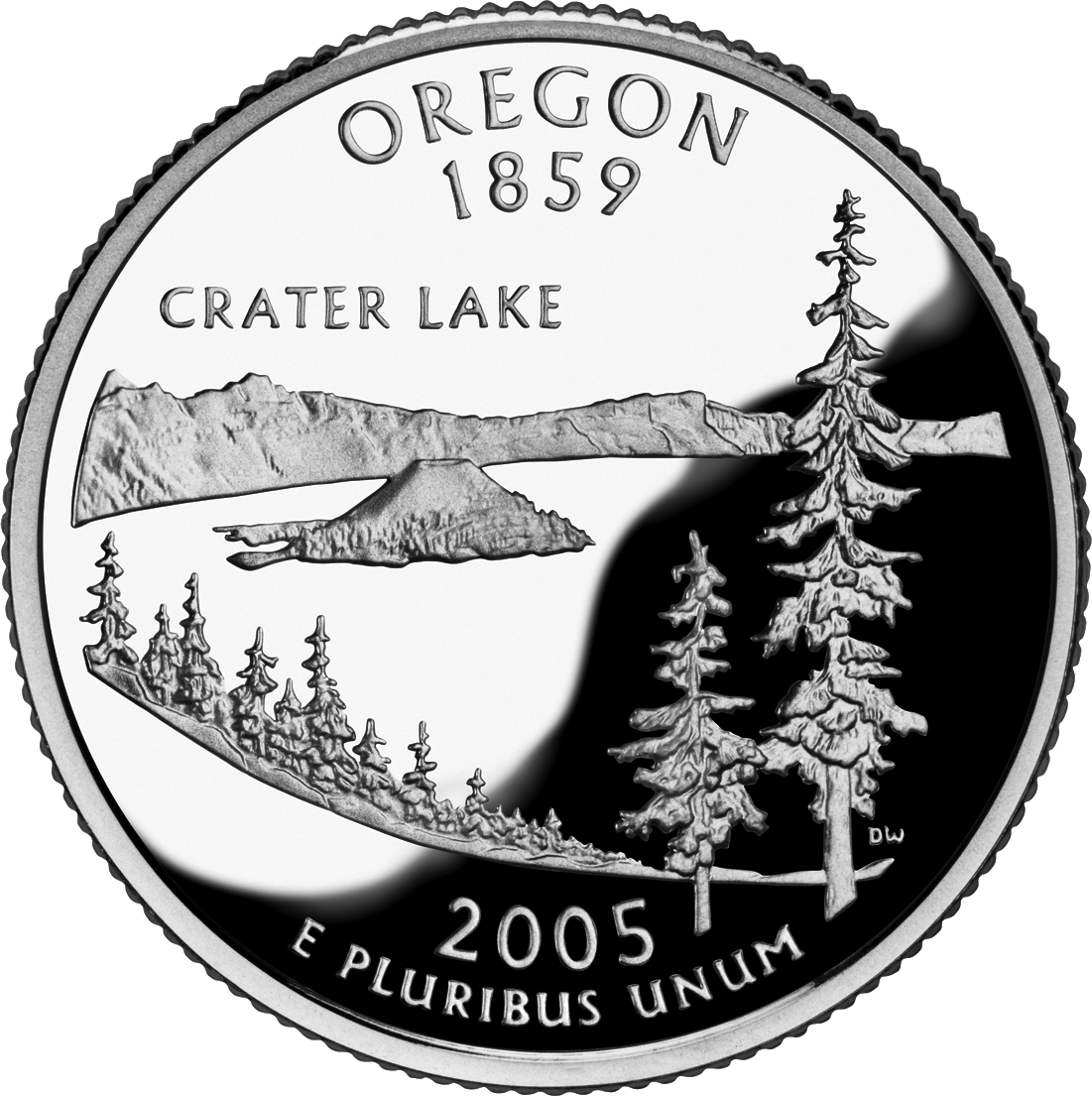
Pièce de 25 cents de l'Oregon.

Dans le film d'horreur de 1977 intitulé The Crater Lake Monster (littéralement Le Monstre de Crater Lake), une météorite tombe dans le Crater Lake en réveillant une créature endormie qui commence à attaquer la population locale.
Depuis 2002, l'État de l'Oregon met sur le marché une édition spéciale de plaque d'immatriculation qui représente le Crater Lake. Cette plaque est vendue plus cher que la plaque traditionnelle et l'écart des coûts est reversé pour le budget du parc national.
En 2005, dans le cadre de l'action 50 State Quarters, l'United States Mint frappe une pièce commémorative de 25 cents de dollar spécifique à l'État de l'Oregon et dont une des faces représente également le Crater Lake.
Dans le jeu vidéo Days Gone sorti en 2019, l’histoire se déroule en partie à Crater Lake.